# (39688) 1996 RG5
1996 أر جي 5 (ويعرف أيضًا باسم (39688) 1996 أر جي 5 وفق تسمية الكوكب الصغير) (بالإنجليزية: 1996 RG5)‏ هو كويكب ضمن حزام الكويكبات؛ وترتيبه 39688 من حيث الاكتشاف.
اكتُشف هذا الجُرم الفلكي بواسطة تاكيشي أوراتا ‏ في 3 سبتمبر 1996.

## وصلات خارجية
- (39688) 1996 RG5 في قاعدة بيانات مختبر الدفع النفاث لأجرام النظام الشمسي الصغيرة

- الاكتشاف · مخطط المدار ·  العناصر المدارية · المعلمات المادية

- (39688) 1996 RG5 على موقع ويكي سكاي: DSS2, SDSS, GALEX, IRAS, Hydrogen α, X-Ray, Astrophoto, Sky Map, Articles and images